# Grand Prix Formule 1 van Bahrein 2024
De Grand Prix Formule 1 van Bahrein 2024 werd verreden op 2 maart op het Bahrain International Circuit bij Sakhir. Het was de eerste race van het seizoen. De race werd op een zaterdag verreden om genoeg tijd te hebben tussen de eerste en tweede race dit seizoen. De tweede race is de Grand Prix van Saoedi-Arabië en deze wordt op een zaterdag in plaats van op een zondag gereden vanwege de ramadan, die op zondag 10 maart begint.

## Vrije trainingen

### Uitslagen
- Enkel de top vijf wordt weergegeven.

| Vrije training 1 | Pos. | Nr. | Coureur          | Constructeur               | Tijd     |
| ---------------- | ---- | --- | ---------------- | -------------------------- | -------- |
| Vrije training 1 | 1    | 3   | Daniel Ricciardo | RB-Honda RBPT              | 1:32.869 |
| Vrije training 1 | 2    | 4   | Lando Norris     | McLaren-Mercedes           | 1:32.901 |
| Vrije training 1 | 3    | 81  | Oscar Piastri    | McLaren-Mercedes           | 1:33.113 |
| Vrije training 1 | 4    | 22  | Yuki Tsunoda     | RB-Honda RBPT              | 1:33.183 |
| Vrije training 1 | 5    | 14  | Fernando Alonso  | Aston Martin-Mercedes      | 1:33.193 |
| Vrije training 2 | Pos. | Nr. | Coureur          | Constructeur               | Tijd     |
| Vrije training 2 | 1    | 44  | Lewis Hamilton   | Mercedes                   | 1:30.374 |
| Vrije training 2 | 2    | 63  | George Russell   | Mercedes                   | 1:30.580 |
| Vrije training 2 | 3    | 14  | Fernando Alonso  | Aston Martin-Mercedes      | 1:30.660 |
| Vrije training 2 | 4    | 55  | Carlos Sainz jr. | Ferrari                    | 1:30.769 |
| Vrije training 2 | 5    | 81  | Oscar Piastri    | McLaren-Mercedes           | 1:30.784 |
| Vrije training 3 | Pos. | Nr. | Coureur          | Constructeur               | Tijd     |
| Vrije training 3 | 1    | 55  | Carlos Sainz jr. | Ferrari                    | 1:30.824 |
| Vrije training 3 | 2    | 14  | Fernando Alonso  | Aston Martin-Mercedes      | 1:30.965 |
| Vrije training 3 | 3    | 1   | Max Verstappen   | Red Bull Racing-Honda RBPT | 1:31.062 |
| Vrije training 3 | 4    | 16  | Charles Leclerc  | Ferrari                    | 1:31.094 |
| Vrije training 3 | 5    | 4   | Lando Norris     | McLaren-Mercedes           | 1:31.118 |

## Kwalificatie
Max Verstappen behaalde de drieëndertigste pole position in zijn carrière.
| Pos.                   | Nr. | Coureur          | Constructeur               | Kwalificatietijden | Kwalificatietijden | Kwalificatietijden | Grid |
| Pos.                   | Nr. | Coureur          | Constructeur               | Q1                 | Q2                 | Q3                 | Grid |
| ---------------------- | --- | ---------------- | -------------------------- | ------------------ | ------------------ | ------------------ | ---- |
| 1                      | 1   | Max Verstappen   | Red Bull Racing-Honda RBPT | 1:30.031           | 1:29.374           | 1:29.179           | 1    |
| 2                      | 16  | Charles Leclerc  | Ferrari                    | 1:30.243           | 1:29.165           | 1:29.407           | 2    |
| 3                      | 63  | George Russell   | Mercedes                   | 1:30.350           | 1:29.922           | 1:29.485           | 3    |
| 4                      | 55  | Carlos Sainz jr. | Ferrari                    | 1:29.909           | 1:29.573           | 1:29.507           | 4    |
| 5                      | 11  | Sergio Pérez     | Red Bull Racing-Honda RBPT | 1:30.221           | 1:29.932           | 1:29.537           | 5    |
| 6                      | 14  | Fernando Alonso  | Aston Martin-Mercedes      | 1:30.179           | 1:29.801           | 1:29.542           | 6    |
| 7                      | 4   | Lando Norris     | McLaren-Mercedes           | 1:30.143           | 1:29.941           | 1:29.614           | 7    |
| 8                      | 81  | Oscar Piastri    | McLaren-Mercedes           | 1:30.531           | 1:30.122           | 1:29.683           | 8    |
| 9                      | 44  | Lewis Hamilton   | Mercedes                   | 1:30.451           | 1:29.718           | 1:29.710           | 9    |
| 10                     | 27  | Nico Hülkenberg  | Haas-Ferrari               | 1:30.566           | 1:29.851           | 1:30.502           | 10   |
| 11                     | 22  | Yuki Tsunoda     | RB-Honda RBPT              | 1:30.481           | 1:30.129           |                    | 11   |
| 12                     | 18  | Lance Stroll     | Aston Martin-Mercedes      | 1:29.965           | 1:30.200           |                    | 12   |
| 13                     | 23  | Alexander Albon  | Williams-Mercedes          | 1:30.397           | 1:30.221           |                    | 13   |
| 14                     | 3   | Daniel Ricciardo | RB-Honda RBPT              | 1:30.562           | 1:30.278           |                    | 14   |
| 15                     | 20  | Kevin Magnussen  | Haas-Ferrari               | 1:30.646           | 1:30.529           |                    | 15   |
| 16                     | 77  | Valtteri Bottas  | Kick Sauber-Ferrari        | 1:30.756           |                    |                    | 16   |
| 17                     | 24  | Zhou Guanyu      | Kick Sauber-Ferrari        | 1:30.757           |                    |                    | 17   |
| 18                     | 2   | Logan Sargeant   | Williams-Mercedes          | 1:30.770           |                    |                    | 18   |
| 19                     | 31  | Esteban Ocon     | Alpine-Renault             | 1:30.793           |                    |                    | 19   |
| 20                     | 10  | Pierre Gasly     | Alpine-Renault             | 1:30.948           |                    |                    | 20   |
| Q1 107% tijd: 1:36.202 |     |                  |                            |                    |                    |                    |      |

## Wedstrijd
Max Verstappen behaalde de vijfenvijftigste Grand Prix-overwinning in zijn carrière.
| Pos.               | Nr. | Coureur          | Constructeur               | Rondes | Tijd / Oorzaak Uitval | Grid | Punten |
| ------------------ | --- | ---------------- | -------------------------- | ------ | --------------------- | ---- | ------ |
| 1                  | 1   | Max Verstappen   | Red Bull Racing-Honda RBPT | 57     | 1:31:44.742           | 1    | 26S    |
| 2                  | 11  | Sergio Pérez     | Red Bull Racing-Honda RBPT | 57     | +22.457               | 5    | 18     |
| 3                  | 55  | Carlos Sainz jr. | Ferrari                    | 57     | +25.110               | 4    | 15     |
| 4                  | 16  | Charles Leclerc  | Ferrari                    | 57     | +39.669               | 2    | 12     |
| 5                  | 63  | George Russell   | Mercedes                   | 57     | +46.788               | 3    | 10     |
| 6                  | 4   | Lando Norris     | McLaren-Mercedes           | 57     | +48.458               | 7    | 8      |
| 7                  | 44  | Lewis Hamilton   | Mercedes                   | 57     | +50.324               | 9    | 6      |
| 8                  | 81  | Oscar Piastri    | McLaren-Mercedes           | 57     | +56.082               | 8    | 4      |
| 9                  | 14  | Fernando Alonso  | Aston Martin-Mercedes      | 57     | +1:14.887             | 6    | 2      |
| 10                 | 18  | Lance Stroll     | Aston Martin-Mercedes      | 57     | +1:33.216             | 12   | 1      |
| 11                 | 24  | Zhou Guanyu      | Kick Sauber-Ferrari        | 56     | +1 ronde              | 17   |        |
| 12                 | 20  | Kevin Magnussen  | Haas-Ferrari               | 56     | +1 ronde              | 15   |        |
| 13                 | 3   | Daniel Ricciardo | RB-Honda RBPT              | 56     | +1 ronde              | 14   |        |
| 14                 | 22  | Yuki Tsunoda     | RB-Honda RBPT              | 56     | +1 ronde              | 11   |        |
| 15                 | 23  | Alexander Albon  | Williams-Mercedes          | 56     | +1 ronde              | 13   |        |
| 16                 | 27  | Nico Hülkenberg  | Haas-Ferrari               | 56     | +1 ronde              | 10   |        |
| 17                 | 31  | Esteban Ocon     | Alpine-Renault             | 56     | +1 ronde              | 19   |        |
| 18                 | 10  | Pierre Gasly     | Alpine-Renault             | 56     | +1 ronde              | 20   |        |
| 19                 | 77  | Valtteri Bottas  | Kick Sauber-Ferrari        | 56     | +1 ronde              | 16   |        |
| 20                 | 2   | Logan Sargeant   | Williams-Mercedes          | 55     | +2 rondes             | 18   |        |
| Bron: formula1.com |     |                  |                            |        |                       |      |        |

S Max Verstappen reed voor de eenendertigste keer in zijn carrière een snelste ronde en behaalde hiermee een extra punt.

## Tussenstanden wereldkampioenschap
Betreft tussenstanden voor het wereldkampioenschap na afloop van de race.

### Coureurs
| Pos. | Nr. | Coureur          | Constructeur               | Punten |
| ---- | --- | ---------------- | -------------------------- | ------ |
| 1    | 1   | Max Verstappen   | Red Bull Racing-Honda RBPT | 26     |
| 2    | 11  | Sergio Pérez     | Red Bull Racing-Honda RBPT | 18     |
| 3    | 55  | Carlos Sainz jr. | Ferrari                    | 15     |
| 4    | 16  | Charles Leclerc  | Ferrari                    | 12     |
| 5    | 63  | George Russell   | Mercedes                   | 10     |
| 6    | 4   | Lando Norris     | McLaren-Mercedes           | 8      |
| 7    | 44  | Lewis Hamilton   | Mercedes                   | 6      |
| 8    | 81  | Oscar Piastri    | McLaren-Mercedes           | 4      |
| 9    | 14  | Fernando Alonso  | Aston Martin-Mercedes      | 2      |
| 10   | 18  | Lance Stroll     | Aston Martin-Mercedes      | 1      |
| 11   | 24  | Zhou Guanyu      | Kick Sauber-Ferrari        | 0      |
| 12   | 20  | Kevin Magnussen  | Haas-Ferrari               | 0      |
| 13   | 3   | Daniel Ricciardo | RB-Honda RBPT              | 0      |
| 14   | 22  | Yuki Tsunoda     | RB-Honda RBPT              | 0      |
| 15   | 23  | Alexander Albon  | Williams-Mercedes          | 0      |
| 16   | 27  | Nico Hülkenberg  | Haas-Ferrari               | 0      |
| 17   | 31  | Esteban Ocon     | Alpine-Renault             | 0      |
| 18   | 10  | Pierre Gasly     | Alpine-Renault             | 0      |
| 19   | 77  | Valtteri Bottas  | Kick Sauber-Ferrari        | 0      |
| 20   | 2   | Logan Sargeant   | Williams-Mercedes          | 0      |

### Constructeurs
| Pos. | Constructeur               | Punten |
| ---- | -------------------------- | ------ |
| 1    | Red Bull Racing-Honda RBPT | 44     |
| 2    | Ferrari                    | 27     |
| 3    | Mercedes                   | 16     |
| 4    | McLaren-Mercedes           | 12     |
| 5    | Aston Martin-Mercedes      | 3      |
| 6    | Kick Sauber-Ferrari        | 0      |
| 7    | Haas-Ferrari               | 0      |
| 8    | RB-Honda RBPT              | 0      |
| 9    | Williams-Mercedes          | 0      |
| 10   | Alpine-Renault             | 0      |